# Abdoulaye Maïga (football)
Pour les articles homonymes, voir Abdoulaye Maïga.
Abdoulaye Maïga, né le 20 décembre 1988, est un footballeur international malien.

## Biographie
Après un passage en Algérie, il joue au Gazélec Ajaccio pendant la saison 2012-2013. 
Il joue également avec l’équipe nationale du Mali. Il compte 13 sélections entre 2009 et 2012.

## Clubs successifs
- 2007-déc. 2010 :  Stade malien
- jan. 2011-2012 :  USM Alger
- jan. 2013-2013 :  Gazélec Ajaccio
- 2013-2015 :  Sriwijaya
- 2015-2017 :  T-Team (en)
- 2018 :  Persipura Jayapura